# عقاب دریایی ماداگاسکاری
عقاب دریایی ماداگاسکاری (نام علمی: Haliaeetus vociferoides) نام یک گونه از سرده عقاب دریایی است.

## نگارخانه

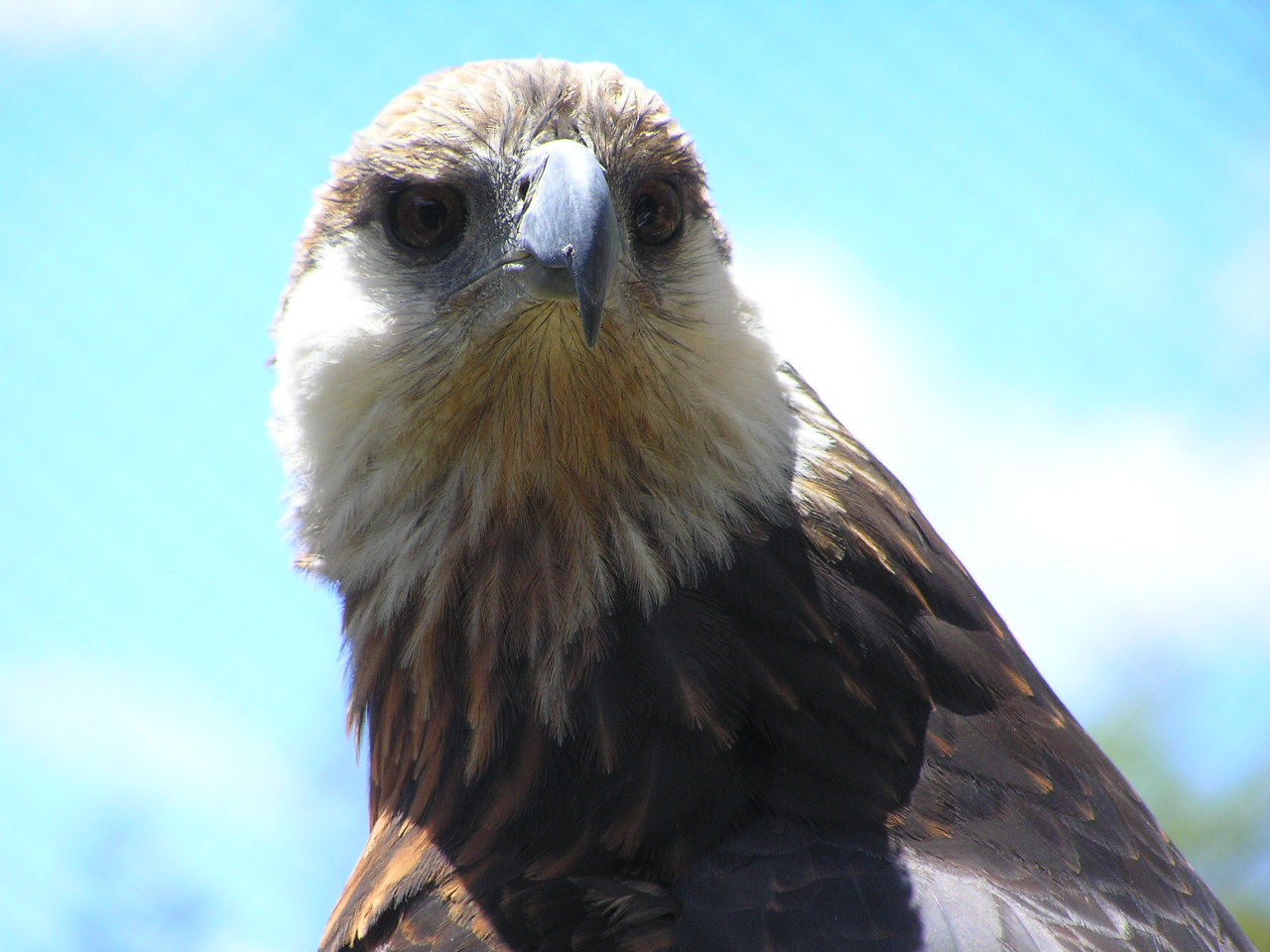
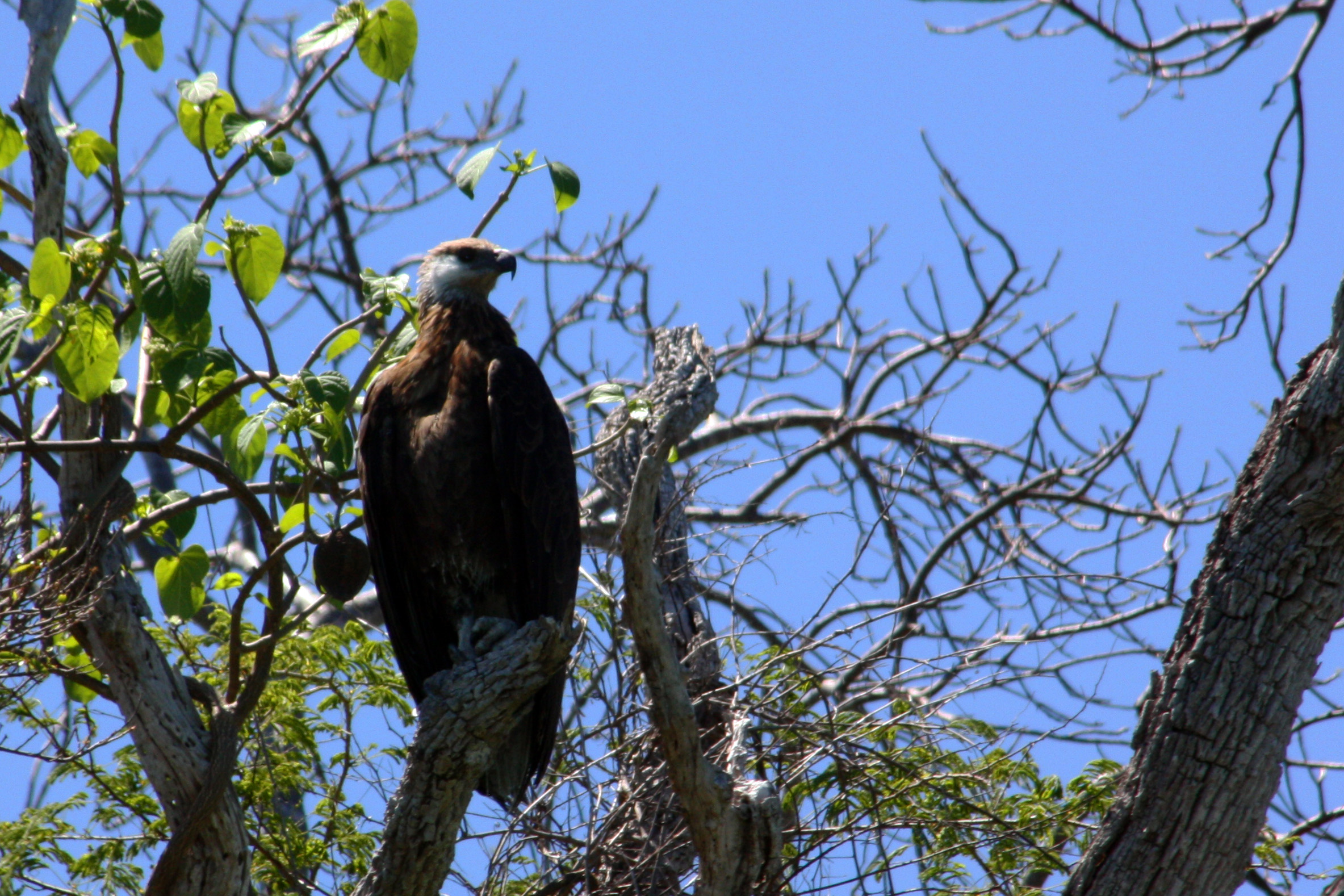